# 자기결정권
자기결정권(自己決定權)이란 대한민국 헌법상의 권리로 국가권력으로부터 간섭 없이 일정한 사적 사항에 관하여 스스로 결정할 수 있는 자의적 권리를 의미한다. 자기결정권의 근거로는 헌법 제10조가 보장하고 있는 개인의 인격권과 행복추구권에 전제된 개인의 자기운명결정권이다. 이 자기운명결정권에 성적 자기결정권이 포함되어 있으며 자기결정권의 근거를 제10조로 보고 있다.(헌재결 1990.9.10. 89헌마82)

## 내용
생명, 신체의 처분에 대한 자기결정권, 라이프스타일의 결정권(흡연, 복장)등을 포함한다. 2015년 간통죄는 성적 자기결정권을 이유로 위헌판결을 받았다.

## 몇가지 쟁점들
'자기결정'이라는 개념에 대한 몇 가지 쟁점이 있을 수 있다.

### 물에 빠진 사람
자발성이 정의롭기 위한 충분조건이라는 주장에 관심을 집중해 보도록 하자. 모든 자발적인 거래는 정의로운가? 사용된 단어의 형식이 결정적일 수 없다는 것은 확실하다. 다음과 같은 것을 고려해 보자. 즉 "돈을 내놓든지 목숨을 내놓아라!" "여기 있습니다. 제발 나의 돈을 가져가세요." 달리 말해서 우리는 자유로운 교환과 강요된 교환을 구분할 수 있기를 바란다.
 (...)마지막으로 내가 물에 빠졌는데 수영을 못한다고 생각해 보자. 당신이 보트를 타고 나에게 다가와 1000파운드에 나를 구해 주겠다고 제한했다고 생각 해보자. 당신은 나에게 1,000파운드를 지불하도록 강요하는 것인가? 내가 곤경에 처하게 된 것(-물에 빠진 것-)이 당신 탓이 아니라면 노직의 대답은 내가 이돈을 지불하도록 강요받고 있지 않다는 것이다. 그리고 내가 돈을 준다면, 그것은 전적으로 정의롭다는 것이다. 다른 사람들은 이에 동의하지 않고, 이런 '착취하는' 계약-이 계약은 다른 사람의 위급함을 이용하는 것이다-은 역시 강제된 것이라고 말한다.(Jonathan Wolff 1991)

'자발성'과 '강제'가 어떤 방식으로 정의 되는가? '제약과 개인 추구 행위' 사이에서 자발성과 강제성이 어떻게 정립될 수 있는지이다. 이 논의는 훨씬 더 많은 문제와 논쟁을 가지고 있다.

## 관련 헌재판례
- 1992.4.28, 90헌바24
- 주세법상 자도소주구입명령제도는 소주판매업자의 직업의 자유는 물론 소주제조업자의 경쟁 및 기업의 자유, 즉 직업의 자유와 소비자의 행복추구권에서 파생된 자기결정권을 지나치게 침해하는 위헌적인 규정이다.[6]
- 탁주의 공급구역제한제도로 인하여 부득이 다소간의 소비자선택권의 제한이 발생한다고 하더라도 이를 두고 행복추구권에서 파생되는 소비자의 자기결정권을 정당한 이유없이 제한하고 있다고 볼 수 없다.[7]
- 환자가 죽음에 임박한 상태에서 인간으로서의 존엄과 가치를 지키기 위하여 미리 의료인 등에게 연명치료 거부,중단에 관한 의사를 밝히는 등으로 연명치료의 거부,중단을 결정하는 것은 헌법상 자기결정권의 한 내용이 된다.[8]
- 헌법 제10조가 정하고 있는 행복추구권에서 파생되는 자기결정권 내지 일반적 행동자유권은 이성적이고책임감 있는 사람의 자기의 운명에 대한 결정,선택을 존중하되 그에 대한 책임은 스스로 부담함을 전제로 한다.[9]